# 魅津希
魅津希（みずき、1994年8月19日 - ）は、日本の女性総合格闘家。愛知県・豊橋市出身。セラ・ロンゴ・ファイトチーム所属。元DEEP JEWELSストロー級王者。
総合格闘家の井上直樹は弟。

## 来歴
小学4年から空手を始めた。
2009年2月22日、禅道会主催の武道総合空手道選手権東海大会・中学の部 女子で優勝。
2010年7月25日、リングネームを魅津希に変更してのプロキックボクシングデビュー戦となったJ-GIRLSで総合格闘家の藤野恵実と対戦し、3-0の判定勝ちを収めた。
2010年8月14日、Krush.9のアマチュアマッチで谷山佳菜子と対戦し、0-2の判定負けを喫した。
2010年10月10日、JEWELS 10th RINGで開幕したROUGH STONE GP 2010 -56kg級に出場。準決勝で村田恵実に腕ひしぎ十字固めで一本勝ち。12月17日、JEWELS 11th RINGの決勝ではASAKOと対戦し、腕ひしぎ十字固めで一本勝ちを収め優勝を果たした。
2011年1月30日、J-GIRLS Catch The stone〜12で開幕したJ-GIRLSバンタム級次期王者挑戦者決定トーナメントに出場。一回戦は佐竹のぞみに2-0の判定勝ち。3月6日のJ-GIRLS Catch The stone〜13で行われた準決勝では陣内まどかと対戦し、本戦判定で三者とも29-29をつける激戦の末、延長ラウンドで3-0の判定勝ちを収め決勝に進出した。7月10日、J-GIRLS 2011 ～Born This Way 2nd～で行われた決勝で大石ゆきのと対戦したが、判定0-2で敗れプロキックボクシングでの初黒星を喫するとともに王座挑戦権を逃した。
2011年9月11日、JEWELS 16th RINGでJEWELSライト級王者の浜崎朱加と対戦し、判定0-3で敗れ総合格闘技での初黒星を喫した。
2012年2月5日、SHOOT BOXING 2012 ～Road to S-cup～ act.1でSB日本女子フライ級王者の高橋藍と対戦し、延長の末判定3-0で勝利を収めた。
2012年4月13日、SHOOT BOXING 2012 ～Road to S-cup～ act.2で開幕したGirls S-cup－53.5トーナメントに出場。準決勝は対戦相手未奈の計量オーバーにより不戦勝となったが、魅津希サイドの強い希望で試合は行われ、3RレフェリーストップによるTKOで勝利した。8月25日、SHOOT BOXING WORLD TOURNAMENT Girls S-cup 2012の決勝では再び高橋藍と対戦したが、今度も延長の末3-0の判定勝ちを収め、優勝を果たした。
2013年7月13日、アメリカ合衆国ミズーリ州カンザスシティで開催されたInvicta FC 6に出場。ベック・ハイアットから判定3-0で勝利を収め、自身初の海外遠征を白星で飾った。
2013年8月3日、SHOOT BOXING Girls S-cup2013日本トーナメントにて開催されたGirls S-cup2013日本バンタム級トーナメントに出場。一回戦はジェット・イズミ、準決勝は吉田実代と対戦し、いずれも3-0の判定勝ちで決勝に進出した。決勝は高橋藍との三度目の対戦となったが、本戦判定3-0で完勝し、2連覇を果たした。
2013年11月4日、DEEP JEWELS 2で開幕した第2代DEEP JEWELSライト級（52kg）王座決定GPに出場。1回戦は藤野恵実と対戦し、3-0の判定で激戦を制した。2014年2月16日、DEEP JEWELS 3で富松恵美と王座決定戦を戦うはずであったが、前日の計量で規定時間内に52.550kgまでしか体重を落とすことができず失敗。この時点で富松が暫定王者となった。試合は「魅津希が勝利しても公式記録は反則負けとなり、富松恵美が勝利した場合のみ公式記録とする」という特別ルールのもと行われ、3R腕十字で一本を取ったものの規定により反則負けとなった。。
2014年8月9日、DEEP JEWELS 5で行われたDEEP JEWELSライト級正規王座決定戦で暫定王者富松恵美と再戦し、一本勝ちで第2代DEEP JEWELSライト級王者となった。
2014年11月1日、Invicta FC 9でカロリーナ・コバケビッチと対戦し判定負け。
2015年2月27日、Invicta FC 11でアレクサ・グラッソと対戦し判定負け。
2015年8月29日、DEEP JEWELS 9で藤野恵実と再戦し、判定勝ちで階級名が変更となったDEEP JEWELSストロー級王座を初防衛した。
2016年1月16日、Invicta FC 15でレイシー・シャックマンと対戦し一本勝ち。
2016年9月、右膝の前十字靭帯を損傷したため手術を受けた。
2018年3月24日、1年8ヶ月ぶりの復帰戦となったInvicta FC 28のInvicta世界ストロー級王座決定戦でビルナ・ジャンジロバと対戦。1-2のスプリット判定で敗れ、王座獲得に失敗した。
2018年7月7日、弟の井上直樹と共に空手道白心会からニューヨークのセラ・ロンゴ・ファイトチームへ移籍することが発表された。
2018年11月16日、Invicta FC 32でヴィヴィアン・ペレイラと対戦し、3-0の判定勝ち。魅津希が前日計量をクリア出来なかったため、116.4ポンドのキャッチウェイトで試合が行われた。

### UFC
2019年8月31日、UFC初出場となったUFC Fight Night: Andrade vs. Zhangでウー・ヤナンと対戦し、2-1の判定勝ち。ルアナ・カロリーナの負傷欠場による緊急オファーを受け、1階級上のフライ級契約となった上、前日計量でヤナンが規定体重を3ポンドオーバーしたため、129ポンドのキャッチウェイトで試合が行われるという不利な条件であったが、日本人女子選手として朱里に次ぐ2人目のUFC勝利（日本国外の大会では初勝利）を挙げた。
2020年8月22日、UFC on ESPN: Munhoz vs. Edgarでアマンダ・レモスと対戦し、0-3の判定負け。
2020年9月、レスリングの練習中に古傷の左膝を悪化させ、左膝の前十字靱帯の再建、軟骨の切除と変形の調節という3カ所の手術を受けた。
2022年3月14日、DEEP JEWELSストロー級王座を返上した。
2023年9月23日、3年ぶりの復帰戦となったUFC Fight Night: Fiziev vs. Gamrotでハンナ・ゴールディと対戦し、3-0の判定勝ち。

## 人物
魅津希というリングネームはプロデビュー戦から使用している。一文字ずつ意味があり、魅＝試合で魅了する。津＝津波のように勢いのある感じ。希＝自分で自信と希望をもって格闘技に挑んでることから。

## 戦績

### プロ総合格闘技
| 総合格闘技 戦績 | 総合格闘技 戦績 | 総合格闘技 戦績 | 総合格闘技 戦績 | 総合格闘技 戦績 | 総合格闘技 戦績 | 総合格闘技 戦績 |
| --------------- | --------------- | --------------- | --------------- | --------------- | --------------- | --------------- |
| 21 試合         | (T)KO           | 一本            | 判定            | その他          | 引き分け        | 無効試合        |
| 15 勝           | 0               | 9               | 6               | 0               | 0               | 0               |
| 6 敗            | 0               | 0               | 5               | 1               | 0               | 0               |

| 勝敗 | 対戦相手                 | 試合結果                   | 大会名                                                                     | 開催年月日     |
|      | ジャクリン・アモリム     |                            | UFC 321: Aspinall vs. Gane                                                 | 2025年10月25日 |
| ○    | ハンナ・ゴールディ       | 5分3R終了 判定3-0          | UFC Fight Night: Fiziev vs. Gamrot                                         | 2023年9月23日  |
| ×    | アマンダ・レモス         | 5分3R終了 判定0-3          | UFC on ESPN 15: Munhoz vs. Edgar                                           | 2020年8月22日  |
| ○    | ウー・ヤナン             | 5分3R終了 判定2-1          | UFC Fight Night: Andrade vs. Zhang                                         | 2019年8月31日  |
| ○    | ヴィヴィアン・ペレイラ   | 5分3R終了 判定3-0          | Invicta FC 32: Spencer vs. Sorenson                                        | 2018年11月16日 |
| ×    | ビルナ・ジャンジロバ     | 5分5R終了 判定1-2          | Invicta FC 28: Mizuki vs. Jandiroba 【Invicta FC世界ストロー級王座決定戦】 | 2018年3月24日  |
| ○    | リン・アルバレス         | 2R 3:00 アームバー         | Invicta FC 18: Grasso vs. Esquibel                                         | 2016年7月29日  |
| ○    | 法 DATE                  | 1R 3:12 腕ひしぎ十字固め   | DEEP JEWELS 11                                                             | 2016年3月6日   |
| ○    | レイシー・シャックマン   | 3R 3:41 腕ひしぎ十字固め   | Invicta FC 15: Cyborg vs. Ibragimova                                       | 2016年1月16日  |
| ○    | 藤野恵実                 | 5分3R終了 判定3-0          | DEEP JEWELS 9 【DEEP JEWELSストロー級タイトルマッチ】                      | 2015年8月29日  |
| ×    | アレクサ・グラッソ       | 5分3R終了 判定0-3          | Invicta FC 11: Cyborg vs. Tweet                                            | 2015年2月27日  |
| ×    | カロリーナ・コバケビッチ | 5分3R終了 判定1-2          | Invicta FC 9: Honchak vs. Hashi                                            | 2014年11月1日  |
| ○    | 富松恵美                 | 3R 1:33 腕ひしぎ十字固め   | DEEP JEWELS 5 【DEEP JEWELSライト級王座決定戦】                            | 2014年8月9日   |
| ×    | 富松恵美                 | 特別ルールにより反則負け   | DEEP JEWELS 3                                                              | 2014年2月16日  |
| ○    | 藤野恵実                 | 5分2R終了 判定3-0          | DEEP JEWELS 2 【第2代DEEP JEWELSライト級王座決定GP1回戦】                  | 2013年11月4日  |
| ○    | ベック・ローリングス     | 5分3R終了 判定3-0          | Invicta FC 6: Coenen vs. Cyborg                                            | 2013年7月13日  |
| ○    | ジョン・イェソ           | 1R 1:43 チョークスリーパー | JEWELS 23rd RING                                                           | 2013年3月30日  |
| ○    | ソン・ヒョギョン         | 2R 2:14 腕ひしぎ十字固め   | JEWELS 22nd RING                                                           | 2012年12月15日 |
| ○    | アレックス・チャンバーズ | 1R 4:32 腕ひしぎ十字固め   | JEWELS 18th RING                                                           | 2012年3月3日   |
| ×    | 浜崎朱加                 | 5分2R終了 判定0-3          | JEWELS 16th RING                                                           | 2011年9月11日  |
| ○    | ASAKO                    | 1R 2:59 腕ひしぎ十字固め   | JEWELS 11th RING 【ROUGH STONE GP 2010 -56kg級 決勝】                      | 2010年12月17日 |
| ○    | 村田恵実                 | 2R 2:58 腕ひしぎ十字固め   | JEWELS 10th RING 【ROUGH STONE GP 2010 -56kg級 準決勝】                    | 2010年10月10日 |

### プロキックボクシング
| キックボクシング 戦績 | キックボクシング 戦績 | キックボクシング 戦績 | キックボクシング 戦績 | キックボクシング 戦績 | キックボクシング 戦績 | キックボクシング 戦績 |
| --------------------- | --------------------- | --------------------- | --------------------- | --------------------- | --------------------- | --------------------- |
| 14 試合               | (T)KO                 | 判定                  | その他                | 引き分け              | 無効試合              |                       |
| 11 勝                 | 1                     | 10                    | 0                     | 1                     | 0                     |                       |
| 2 敗                  | 0                     | 2                     | 0                     | 1                     | 0                     |                       |

| 勝敗 | 対戦相手         | 試合結果                          | 大会名 | 開催年月日    |
| △    | 松川敬子         | 2分3R終了 判定0-1                 | J-FIGHT＆J-GIRLS 2016 5th                                                                                 | 2016年8月28日 |
| ○    | 高橋藍           | 2分3R終了 判定3-0                 | SHOOT BOXING Girls S-cup2013日本トーナメント Girls S-cup2013日本バンタム級トーナメント決勝戦 2分3R延長2R  | 2013年8月3日  |
| ○    | 吉田実代         | 2分3R終了 判定3-0                 | SHOOT BOXING Girls S-cup2013日本トーナメント Girls S-cup2013日本バンタム級トーナメント準決勝 2分3R延長1R  | 2013年8月3日  |
| ○    | ジェット・イズミ | 2分3R終了 判定3-0                 | SHOOT BOXING Girls S-cup2013日本トーナメント Girls S-cup2013日本バンタム級トーナメント1回戦 2分3R延長1R   | 2013年8月3日  |
| ○    | 高橋藍           | 3分5R+延長R終了 判定3-0           | SHOOT BOXING WORLD TOURNAMENT Girls S-cup 2012 Girls S-cup －53.5kgトーナメント決勝戦 3分5R無制限延長R    | 2012年8月25日 |
| ○    | 未奈             | 3R 1:01 TKO（レフェリーストップ） | SHOOT BOXING 2012 ～Road to S-cup～ act.2 Girls S-cup－53.5トーナメント1回戦 3分3R無制限延長R             | 2012年4月13日 |
| ○    | 高橋藍           | 3分3R+延長R終了 判定3-0           | SHOOT BOXING 2012 ～Road to S-cup～ act.1 54.0kg契約 エキスパートクラス特別ルール 3分3R無制限延長R        | 2012年2月5日  |
| ×    | 大石ゆきの       | 2分3R終了 判定0-2                 | J-NETWORK「J-GIRLS 2011 ～Born This Way 2nd～」 【J-GIRLSバンタム級次期王者挑戦者決定トーナメント決勝戦】 | 2011年7月10日 |
| ○    | NATSUKA          | 2分3R終了 判定3-0                 | JEWELS 14th RING 【シュートボクシング公式ルール】                                                         | 2011年5月14日 |
| ○    | 陣内まどか       | 2分3R+延長R終了 判定3-0           | J-NETWORK「J-GIRLS Catch The stone〜13」 【J-GIRLSバンタム級次期王者挑戦者決定トーナメント準決勝】        | 2011年3月6日  |
| ○    | 佐竹のぞみ       | 2分3R終了 判定2-0                 | J-NETWORK「J-GIRLS Catch The stone〜12」 【J-GIRLSバンタム級次期王者挑戦者決定トーナメント1回戦】         | 2011年1月30日 |
| ○    | anna             | 2分3R終了 判定3-0                 | J-NETWORK「J-GIRLS Catch The stone〜10」                                                                  | 2010年9月20日 |
| ○    | 藤野恵実         | 2分3R終了 判定3-0                 | J-NETWORK「J-GIRLS Catch The stone〜9」                                                                   | 2010年7月25日 |
| ×    | 岡加奈子         | 3R終了 判定0-2                    | SHOOT BOXING OSAKA 2010「ALPINISME 〜Young Caesar Cup〜 Vol.2」                                           | 2010年5月16日 |

### アマチュアキックボクシング
| 勝敗 | 対戦相手   | 試合結果          | 大会名                                                                   | 開催年月日    |
| ×    | 谷山佳菜子 | 2分2R終了 判定0-2 | Krush.9 【女子アマチュアマッチ Krush女子特別ルール】                     | 2010年8月14日 |
| ○    | 奥山仁美   | 2分2R終了 判定3-0 | club DEEP 公武堂ファイト 【DEEP KICKルール 女子特別ルール】              | 2010年4月11日 |
| ○    | 小野山陽子 | 1分2R終了 判定2-1 | J-NETWORK「J-GIRLS Catch The stone〜5」 【ジュニアクラス Bリーグルール】 | 2010年1月31日 |
| ○    | 大石ゆきの | 1分2R終了 判定2-0 | J-NETWORK「J-GIRLS Catch The stone〜1」 【ジュニアクラス Bリーグルール】 | 2009年1月18日 |
| △    | 日下部奈々 | 1分2R終了 判定0-0 | J-NETWORK「J-GIRLS Summer Kick Carnival」 【ジュニアクラス】             | 2008年7月21日 |

### グラップリング
| 勝敗 | 対戦相手   | 試合結果                 | 大会名                                                      | 開催年月日    |
| △    | 浜崎朱加   | 4分2R終了 時間切れ       | DEEP JEWELS 8 【DEEP JEWELSグラップリングマッチ】           | 2015年5月31日 |
| ×    | 湯浅麗歌子 | 4分2R終了 判定0-3        | DEEP JEWELS～旗揚げ戦～ 【DEEP JEWELSグラップリングマッチ】 | 2013年8月31日 |
| ○    | 鈴木幸子   | 1R 0:56 腕ひしぎ十字固め | JEWELS 21st RING 【JEWELSグラップリングマッチ】             | 2012年9月22日 |

## 獲得タイトル
- 全日本グローブ空手 中学女子の部 優勝（2007年）
- JEWELS ROUGH STONE GP 2010 -56kg級 優勝（2010年）
- SHOOT BOXING Girls S-cup2012 日本バンタム級トーナメント 優勝（2012年）
- SHOOT BOXING Girls S-cup2013 日本バンタム級トーナメント 優勝（2013年）
- 第2代DEEP JEWELSストロー級王座（2014年）